# Gyromitra caroliniana
Gyromitra caroliniana, é um fungo ascomicete do género Gyromitra, encontrado no sudeste dos Estados Unidos. Pode atingir dimensões bastante grandes, e pode ser encontrado na primavera, sendo colhido e consumido por alguns. Porém, há quem sugira que poderá conter giromitrina, tal como o seu parente venenoso G. esculenta.
O corpo frutífero, ou basidiocarpo, pode ser encontrado em bosques, e atinge por vezes tamanho considerável. O chapéu é bastante enrugado e de cor castanho avermelhada. Originalmente batizado Helvella caroliniana pelo botânico francês Louis Augustin Guillaume Bosc em 1817, foi rebatizado com o seu nome atual por Elias Magnus Fries em 1871.